# Университет Боккони
Коммерческий университет им. Луиджи Боккони (итал. L'Università Commerciale Luigi Bocconi) — частное высшее учебное заведение в Италии, выпускающее специалистов в области экономики, юриспруденции и управленческих наук. Расположен в центре Милана на Виале Блиньи. Считается лучшим университетом Италии в сферах экономики, бизнеса и социальных наук, а также одним из лучших в мире в этих сферах.
Университет Боккони был основан в 1902 году и расположен в одном из самых дорогих районов города, вблизи исторического центра, в районе между Тичинскими и Римскими воротами, в 10 минутах ходьбы от каналов (Navigli), неподалёку от Домского собора (итал. Duomo di Milano). Университет признан одной из ведущих мировых школ делового администрирования (англ. business school, простореч. калька «школа бизнеса»), причём само преподавание ведётся на английском языке, наряду с традиционными учебными программами на итальянском. В университетском кампусе располагается также Школа народнохозяйственного управления (Scuola di Direzione Aziendale, сокр. SDA).

## История
ВУЗ открыт 10 ноября 1902 года на пожертвования предпринимателя Фердинандо Боккони (Ferdinando Bocconi), владевшего розничной сетью «Magazzini Bocconi». Назван в честь сына мецената, Луиджи Боккони, погибшего в трагический для Италии день 1 марта 1896 года — в сражении при Адуа. Видный представитель культурной элиты Милана, Ф. Боккони усмотрел первопричину этого тяжёлого для страны поражения (эфиопская армия наголову разбила итальянцев, после чего Италия вынужденно признала независимость Эфиопии) в неразвитости и экономического базиса, и всей системы отношений, сложившихся между трудом и капиталом. Весь этот базисно-надстроечный комплекс нуждался, по мнению Ф.Боккони, в кардинальных изменениях — в их числе на одно из первых мест этот государственно мыслящий предприниматель поставил повышение квалификации профессиональных управляющих.

### Основные даты
- 1902: основание университета, ставшего первым в Италии учебным заведением, выпускающих специалистов с квалификацией «экономист».
- 1906: создана ассоциация дипломированных выпускников с высшим образованием (т. н. «лауреатов»; l’ALUB, итал. Associazione dei Laureati dell’Università Bocconi).
- 1938—1941: строительство учебного здания в стиле итальянского рационализма (ит., архитекторы — Джузеппе Пагано и Дж. Предеваль).
- 1946: начало обучения по специальностям зарубежных языков и литературы (1946—1972).
- 1970: начало обучения по специальностям «Политическая экономия» (CLEP, итал. Economia politica[6]) и «Экономика народного хозяйства» (CLEA, it:Economia aziendale).
- 1971: основание Школы народнохозяйственного управления (итал. Scuola di Direzione Aziendale dell’Università Bocconi, сокр. SDA Bocconi).
- 1974: начало обучения по специальности «экономические и социальные дисциплины» (DES, итал. Discipline economiche e sociali).
- 1983: университет присоединяется к программе PIM (англ. Program of International Management), вводящей его во всемирный круг университетов, обучающих «бизнесу».
- 1984: одним из первых в Италии вуз вводит систему оценок знаний на основе тестов с вариантами ответов[7].
- 1986: создан Bocconi Comunicazione.[что?]
- 1988: совместно с тремя европейскими вузами аналогичного направления — французской HÉC (фр. Hautes Études Commerciales, рус. Высшая коммерческая школа) в Париже (см. сайт HÉC), испанской ESADE (Сайт ESADE Law & Business School), и Кёльнским университетом — университет Боккони создаёт Сообщество европейских школ управления (CEMS, англ. Community of European Management Schools (См. сайт CEMS: http://www.cems.org/). Основано собственное издательство университета, EGEA. Зарегистрировано первое молодёжное предприятие в Италии — JEME Bocconi Studenti.
- 1989: принят «Десятилетний план развития университета Боккони на 1990—2000 гг.», предусматривающий пересмотр сетки учебных программ. План предусматривал разработку и введение новых программ по подготовке специалистов с высшим образованием: экономики финансовых институтов и рынков CLEFIN (ит. Economia delle istituzioni e dei mercati finanziari), экономики административных органов и международных организаций CLAPI (ит. delle amministrazioni pubbliche e delle istituzioni internazionali, частнопредпринимательской экономики и законодательства CLELI (итал. Economia e legislazione per l´impresa). Утверждена методика оценки (студентами) качества преподавания и предоставления сопутствующих (платному) обучению услуг.
- 1999: начато обучение специалистов с высшим образованием по специальностям: «Экономические, статистические и социальные науки» CLE (итал. Scienze economiche, statistiche e sociali), "Экономика искусства, культуры и пиара, CLEACC (итал. Economia per le arti, la cultura e la comunicazione) и «Юриспруденция» CLG (итал. Giurisprudenza). Вводится новая дидактическая модель преподавания.
- 2001: начало обучения по трёхлетней схеме получения высшего образования (итал. corsi di laurea triennali). В этих рамках разрабатывается курс «Экономика мировых рынков и новых технологий» CLEMIT (итал. Economia dei mercati internazionali e delle nuove tecnologie) и бакалавриат по степени BIEM (англ. Bachelor in International Economics and Management) — первая в числе программ высшего образования, преподаваемая в Боккони исключительно на английском языке.
- 2005: принят новый «Десятилетний стратегический план развития университета Боккони на 2005—2015 гг.»[8] В Плане сформулированы четыре стратегические линии развития: Европа, конкурентоспособность, ответственность, культура заслуг (итал. cultura del merito). План предполагал ведение программ подготовки специалистов с высшим образованием по 11 специальностям; некоторые из которых должны преподаваться исключительно на английском языке.
- 2006: в контексте стратегического плана предусмотрена также глубокая реструктуризация университета на организационном уровне. Всё обучение в рамках Школы народнохозяйственного управления (SDA) реорганизуется по четырём направлениям «школ», охватывающим все учебные курсы: Университетская школа (итал. la Scuola Universitaria), Высшая университетская школа (итал. la Scuola Superiore Universitaria), Школа докторантуры (итал. la Scuola di Dottorato) и Школа юриспруденции Scuola di Giurisprudenza[9]. За этой реорганизацией следует создание семи новых учебных департаментов (Dipartimenti).
- 2008: завершается строительство нового учебного здания по ул. Рентгена, с новыми помещениями для факультетов и новой Большой аудиторией (aula magna). На церемонии открытия комплекса присутствовали Президент республики Джорджо Наполитано, председатель Европейской комиссии Жозе Мануэл Баррозу и мэр Милана Летиция Моратти.
- 2009: В ночь с 15 на 16 декабря 2009 года в помещениях вуза совершён террористический акт, ответственность за который взяла на себя «Группа анархистов-неформалов», предупредивших об этом газету «Libero». Взрывное устройство мощностью до 2 кг тротила, размещённое ими в коридоре здания на ул. Сарфатти, сработало не на полную мощь, что снизило степень повреждений, нанесённых помещениям.

## Ректоры
- Сапори, Армандо (1952—1967)
- Монти, Марио (1989—1994)
- Табеллини, Гвидо (2008—2012)

## Обладатели дипломов Университета и SDA Bocconi из бывших республик СССР

### Российская Федерация
- Антон Олегович Артемьев — президент ОАО «Пивоваренная компания „Балтика“», председатель Союза российских пивоваров.
- Александр Григорьевич Церетели — сооснователь петербургского культурного пространства «Клуб» и фудтех-компании «Готово Китчен».